# Margaret Ogola
Margaret Atieno Ogola (12 juin 1958, Asembo, Kenya– 21 septembre 2011) est une pédiatre et romancière kényane. Elle est notamment l'auteur du roman La Rivière et la Source et sa suite, Je jure par Apollon. La Rivière et la Source, qui suit quatre générations de femmes kényanes dans un pays et une société en évolution rapide, figure dans les programmes kényans depuis de nombreuses années, et il a remporté en 1995 le Prix des écrivains du Commonwealth.

## Biographie
Margaret Ogola a étudié à la Thompson Falls High School et a été la meilleure élève de l'école. Elle a également étudié à l'Alliance Girls High School. À l'Université de Nairobi, elle a obtenu son premier diplôme, en médecine et chirurgie, en 1984.
Après l'obtention du diplôme, elle a travaillé en tant que médecin à l'Hôpital National Kenyatta. En 1990, elle a obtenu son Master de médecine en pédiatrie à l'Université de Nairobi. Elle a eu également un Diplôme d'études supérieures sur la planification et la gestion de projets de développement à l'Université Catholique de l'Afrique de l'est en 2004. Elle a été conseillère pour les évêques catholiques du Kenya sur les questions de la famille et de la santé, et elle est membre de l'Opus Dei.
Elle a reçu de la chimiothérapie pour un cancer. Ogola a été mariée au Dr George Ogola, avec 4 enfants et 2 enfants en famille d'accueil.

## Activités
Ogola est une pédiatre basée à Nairobi et la directrice médicale de l'Hospice Cottolengo, destiné aux orphelins du VIH et du SIDA. Elle a également été vice-présidente de Family Life Counselling (Kenya) et s'est intéressée à l'autonomisation des femmes.
Elle était Secrétaire exécutive nationale de la Commission pour la santé et la vie de famille de la Conférence Épiscopale du Kenya (1998-2002), chargée de coordonner des unités de santé et d'une campagne d'évangélisation de tout le Kenya..
De 2002 à 2004, elle a coordonné au niveau national la Hope for African Children Initiative, un partenariat de plusieurs ONG internationales, dont Plan, CARE, Save the Children, la Société pour les Femmes et le SIDA, la Conférence Mondiale des religions pour la Paix et la vision du monde. L'Initiative a pour principal objectif de renforcer la capacité des communautés africaines à plaider leur cause, à fournir des soins et du soutien aux enfants affectés par le VIH/SIDA et empêcher la propagation du VIH.
Elle a également aidé à fonder et gérer la clinique SOS SIDA (avril 2004 –avril 2005), une clinique pouvant fournir un soutien nutritionnel à 1000 personnes, femmes, hommes et enfants, dans les bidonvilles .
Le Dr Ogola a été nommée membre du Conseil National pour la protection de l'enfance.
En 1999, elle a également été récipiendaire du Prix Familias pour le Service Humanitaire du Congrès Mondial des Familles à Genève, en Suisse.

## Écrits
Elle a écrit trois romans, une biographie et un manuel pour les parents
- La Rivière et la Source (The River and the Source), un roman utilisé dans les écoles au Kenya, et qui a remporté le Prix Jomo Kenyatta de Littérature en 1995 et la même année le Prix des écrivains du Commonwealth (en) pour le "Meilleur livre en Afrique"[7],[8]. Il a été traduit en plusieurs langues et décrit l'évolution de la vie de quatre générations de femmes kényanes.
- I Swear by Apollo, un roman qui traite des questions d'éthique médicale et de la question de l'identité authentique
- A Biography: A Gift of Grace, examine la vie du premier évêque catholique, archevêque et cardinal, au Kenya, le Cardinal Maurice Michael Otunga (1923-2003).
- Educating in Human Love, un livre pour guider les enfants sur les questions liées au sexe, un guide pour les parents
- Place of Destiny, un roman sur une femme en train de mourir d'un cancer et le début de la reconnaissance d'un ancien enfant de la rue ainsi que les questions de la pauvreté. A remporté le Prix Jomo Kenyatta de littérature (en).
- Le Dr Ogola a travaillé sur son dernier livre intitulé Mandat du peuple, un livre qu'elle a achevé avant sa mort, et est prêt à être publié à titre posthume.